# Tratado de Chocim

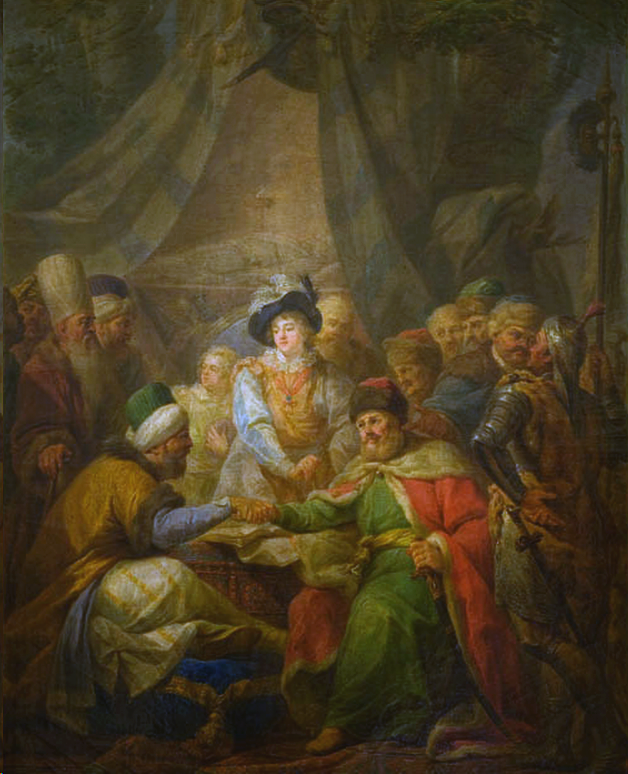
Tratado de Chocim por Marcello Bacciarelli

O Tratado de Chocim (Khotyn) foi um tratado entre a Comunidade Polaco-Lituana (República das Duas Nações) e o Império Otomano, assinado na sequência da Batalha de Chocim (1621), colocando um fim à Guerra Polaco-Otomana (1620-1621). Este tratado de paz resultou na manutenção das fronteiras mas a Comunidade Polaco-Lituana (República das Duas Nações) concordou em cessar a sua interferência na Moldávia. Ambos os lados reclamaram vitória, e a Comunidade viu a batalha de Chocim como um êxito na detenção da invasão do Império Otomano aos seus territórios.
O tratado era bastante favorável à República das Duas Nações, mas o imperador otomano também ganhou o que pretendia. Não houve mudanças de territórios. A fronteira ficou confirmada pelo rio Dniester e a Comunidade reconheceu o controlo otomano sobre a Moldávia. Na Comunidade, e entre os cossacos, a detenção do enorme exército otomano foi tida como uma grande vitória.
Em grande parte o tratado repetiu o acordado na Paz de Busza (ou Tratado de Jaruga) (1617), negociado por Stanisław Żółkiewski e Iskender Pasha.
A fronteira entre a Comunidade Polaco-Lituana e o Império Otomano ficaria bastante estável até à Guerra Polaco-Otomana (1633-1634).